# 吸血鬼日记 (第二季)
《吸血鬼日记》第二季, 美国超自然电视剧，由Kevin Williamson根据L.J. Smith的同名小说改编而成，第二季在CW电视台播放(2010年9月9日-2011年5月12日)，本季共22集。

由于第一季的卓越表现，CW电视台在2010年2月16日宣佈預訂吸血鬼日記的第二季度。

## 简介
上季结束时約翰·吉爾伯特使用了吉爾伯特家族的神秘武器将大部分吸血鬼杀死，其中包括安娜貝勒·貝勒，这让傑里米·吉爾伯特十分难过，于是傑里米喝下安娜貝勒·貝勒留给他的吸血鬼血液并吃安眠药希望成为吸血鬼；由于吉爾伯特家族的神秘武器也对洛克伍德家族有效这导致泰勒开车的时候失控车上的卡洛琳受重伤；当約翰·吉爾伯特回到家想向艾蓮娜 吉爾伯特说明白他是艾蓮娜生父的事的时候“艾蓮娜”用小刀把約翰的手指连带戒指一起切掉并桶了約翰一刀，約翰立即知道这个“艾蓮娜”就是凱瑟琳·皮爾斯，而这时真正的艾蓮娜也回到家了。
本季一开始艾蓮娜这时回到家里；受伤的亲生父亲警告有吸血鬼在房子里面，艾蓮娜拿起刀子自卫；凱瑟琳吓了吓艾蓮娜就闪了，艾蓮娜这时想起在楼上的傑里米慌张的跑到楼上，傑里米已经晕过去了，随后約翰被送到医院，傑里米也醒来了；放心不下的艾蓮娜把斯特凡叫来看看傑里米的状况，确认没事后艾蓮娜去了医院；在医院里面達蒙向艾蓮娜说了关于吻的事，发现艾蓮娜完全没有映像，这时大家都意识到凱瑟琳回来了；为了救卡洛琳，邦妮同意達蒙喂卡洛琳血，凱瑟琳也不是闲着，晚上装成艾蓮娜把卡洛琳憋死卡洛琳因此成了吸血鬼；由于吉爾伯特家族的神秘武器也对洛克伍德家族有效，泰勒的父亲也被当做吸血鬼杀死。得知哥哥的死讯梅森(泰勒的叔叔)也回来了，而且他带着家族的秘密；所有人的生活因为这一切都乱成一团。

## 演员
- 妮娜·杜波夫 飾 艾蓮娜·吉爾伯特（Elena Gilbert）、凱瑟琳·皮爾斯（Katherine Pieere）
- 保羅·韋斯利 飾 斯特凡·薩爾瓦多（Stefan Salvatore）
- 伊恩·桑莫哈德 飾 達蒙·薩爾瓦多（Damon Salvatore）
- 坎迪丝·阿科拉 飾 卡洛琳·福布斯（Caroline Forbes）
- 邁克爾·特維諾 飾 泰勒·洛克伍德（Tylor Lockwood）
- 卡特琳娜·格兰厄姆 飾 邦妮·班尼詩（Bonnie Bennett）
- 扎克·羅里格 飾 馬特·多諾萬（Matt Donovan）
- 史蒂芬·麥昆（英语：Steven R. McQueen） 飾 傑里米·吉爾伯特（Jeremy Gilbert）
- 馬修·戴維斯 飾 艾瑞克·薩爾茨曼（Alaric Saltzman）
- 泰勒·金尼 饰 梅森·洛克伍德（Mason Lockwood）
- 莎拉·砍寧（英语：Sara Canning） 飾 詹娜·薩默斯（Jenna Somers）

## 剧情
Elena回到家，发现John淌血倒地，于是召救护车送了他去医院，而由于撞车，Caroline受了重伤，为了让其痊愈，Bonnie让Damon为Caroline输入吸血鬼血以治愈伤势。而Stefan则负责照顾想变又变不成吸血鬼的Jeremy。

在镇长Richard Lockwood的葬礼上，Katherine首次与Bonnie相遇，而Bonnie也都展示实力能够使得Damon痛苦。Katherine重遇Stefan，Stefan向其表示他憎恨她。另一面Damon重遇Katherine却让他得知Katherine从来没有爱过他，Katherine一直只爱Stefan，而Elena也如是。

Katherine在医院杀死了Caroline，但由于体内有Damon的血液，使她变成了吸血鬼，而在医院吸食血袋内的血浆使其完成转化。Caroline运用吸血鬼力量出院，并向Damon示威，但与Matt的爱情则使她难以控制自己对血的欲望。另一面由于装置对Lockwood一家有效，但马鞭草无效，使得Damon与Stefan对他家族产生好奇。

Caroline由于失控而将一个嘉年华的员工吸死。而Bonnie因其变为吸血鬼而由友情转为恨意。但在Stefan的劝谕下，却为她造了“日行指环”（Daywalking ring）。而Elena、Damon在Alaric的帮助下进入Duke大学Isobel的实验室，并从其研究得知Lockwood一家是狼人家族。而狼人的噬咬则对吸血鬼致命。另一面Caroline则向Stefan学习如何做一只善良的吸血鬼。而Caroline则因为自己的关系决定与Matt分手。就在第二天早上，Katherine突然出现在Caroline的床前。Katherine逼迫Caroline为她办事。

而Damon则举办一个小型烧烤会去试探Mason Lockwood。Katherine找上Stefan，Stefan企图从她口中探听她的企图以及狼人的讯息，于是将之囚禁，Katherine也有所保留地告知在1864年的一些事情。Katherine更指Damon与Stefan差点破坏了她的计划，并且她在第一次遇见Tyler的祖先George Lockwood时便已知道对方是狼人，也知道当年因为吸血鬼的攻击而导致狼人接近灭族，Lockwood家族是少数残存的狼人家族之一。

Stefan采取各种手段包括利用马鞭草拷问，但是这一切根本对Katherine无效，Katherine一早摆脱了马鞭草对她的毒性。另一面，Mason也知道Damon是吸血鬼的事实，但他并不想延续两族之间的仇怨，然而Damon的攻击行为迫使他决定对他们进行报复。

在Elena与Katherine匆匆会面过后，Elena与Stefan假装闹翻以欺瞒Katherine与Caroline还有Damon。

Mason與Tyler起了爭執，Tyler很想知道如何觸動詛咒使之變成狼人。Mason說到一年前的事，他與他的朋友Jimmy起衝突，最後錯手殺了他。Mason表示要殺人才能成為狼人。Mason跟Tyler表示他要取得月光石。

眾人參與小鎮上的志願者聚餐。Stefan嘗試與Mason求和，但Mason拒絕了。Mason更向Liz告密Stefan跟Damon的吸血鬼身份。Stefan繼續與Elena假裝閙翻，Caroline跟Elena訴苦。期間，Stefan和Damon被Mason和Liz抓到去一個洞穴。Caroline察覺事情，並與Elena趕到，但Caroline霎時感到驚慌，若她闖進去，Liz會發現她的身份。

最後為了救二人，Caroline冒險咬死Liz的兩名隨從警員，Liz亦隨之得知Caroline是吸血鬼。Liz大受打擊，向Damon說不想見到她，Caroline不再是她的女兒。Caroline感難過，並與Elena說出Katherine逼她跟她一伙，Katherine威脅她要這樣做，否則她就對Matt不利。

Stefan從血庫偷了幾包血液，Elena不解，Damon告訴她Stefan需要人血來抗衝Katherine，Elena於是給了自己的血液Stefan喝。

回到一年前，Mason殺了Jimmy後，Katherine找了他，並為他處理好事情，但要他取得月光石，所有事情都是Katherine的計謀，包括控制Jimmy，令Mason殺死Jimmy的事情。

Jeremy決定幫助Damon，並表示知道月光石的去向。Stefan和Damon向Bonnie表示希望她加入陣營對抗Katherine，Bonnie最後答應。Bonnie嘗試用法術接觸Mason，無意發現Katherine與Mason合作。

為了更能知道Katherine的計謀，Bonnie以法術令Mason暈倒。Damon將其軟禁在中，並拷問他。Caroline與Bonnie談話，Bonnie憑著一些線索發現了月光石的去處，並通知Stefan。Stefan與Elena來到Lockwood家附近的一口井，知道月光石正在井內。Stefan跳入井，發現井裡佈滿馬鞭草。Caroline與Bonnie趕到相助，最後Elena在井中取得月光石。

Damon拷問後把Mason殺了，Katherine知道後感驚訝。Caroline與母親談話，二人關係得以緩和。Katherine使出B計劃，要Matt激活Tyler的詛咒。Katherine向Caroline示威，要她傳遞信息，說要那月光石，否則就要血洗神秘小鎮。Lockwood舉行化妝舞會，Stefan一行人打算在舞會上殺死Katherine。

Katherine身邊還有一個女巫Lucy，Katherine威脅Caroline說出Stefan等人的計謀，Caroline成功欺騙Katherine，把她鎖在房中，Stefan和Damon亦在房中，三人打起來。

Katherine早知會這樣，所以吩咐Lucy施咒，若她受傷，Elena亦會受傷。Stefan二人被逼停戰，Bonnie在Lucy身上感到奇怪的氣息，那種氣息曾經只在家人中感覺到。Bonnie和Lucy對峙，最後Lucy說出她跟Bonnie有血緣關係，Lucy欠了Katherine人情，才會幫她。Lucy在月光石上施咒，交給Katherine。Katherine碰到月光石後暈倒。Katherine被帶到墓穴中，Damon關上墓穴，Katherine絕望地呼叫。

Elena離開舞會後突然被人綁架，醒後身前是兩個吸血鬼Rose和Trevor。二人需要Elena作交易，Elena得知吸血鬼祖先需要她作祭品來解開日月詛咒。

Rose和Trevor二人已逃避祖先的追捕己五百年，因為Trevor放走了原本作祭品的Katherine。祖先需要Petrova的人類二重身作祭品解開詛咒，Katherine原本亦是，但她變了吸血鬼，不能作犧牲。

Elijah來到，Rose把Elena交給他再轉交最原始的吸血鬼Klaus，Stefan二人救走了他們，但Trevor卻不幸被Elijah殺死。最後Damon用木棒殺死Elijah。

一番奔波後，Damon向Elena示愛，但及後卻刪走了她的記憶。Elijah甦醒，取出木棒，顯然木棒不能殺死他。

為了知道更多Klaus的事，Elena決心找Kathetine。Katherine亦道出自己來自保加利亞，因為未婚產子被逐出家門。Katherine來到英格蘭，遇上Klaus。

Katherine發現Klaus是吸血鬼後逃亡，而Klaus想捉她完成解開咒語的祭品。當時得Trevor的幫助逃到林中的小屋，遇上Rose。Katherine在逃亡過程受傷，Rose給Katherine喝血，並想把她交給Klaus。Katherine自殺，因此成了吸血鬼。Katherine回到保加利亞的家後，發現全家被殺。Katherine警告Elena，Klaus為了他自己，任何人都能殺，他們將會遇上極大危險。

Damon和Stefan二人得知只要用月光石破壞詛咒就可令Elena免於被獻祭，Bonnie透過與Luke的連結仍然打不開封印。Jeremy知道若Bonnie勉強施法可能喪命，於是使用Bonnie加強過的粉末使Katherine無法動彈並將月光石丟出封印，但自己被Katherine抓獲。同時Elena看著自己愛的人都因為自己而有危險(解開詛咒除了祭品還需要女巫吸血鬼狼人等)，遂把自己交給Klaus來拯救大家，還好Damon及時趕到救出Elena。當Damon和Elena回到家時，卻被告知Stefan出事了(為了救Jeremy不被Katherine殺死)。於是Elena和Damon去到封印密室，Damon答應Stefan無論發生什麽永遠保護Elena不要入到封印中。Bonnie繼續與Luke連手欲解開月光石的詛咒，但Luke是Elijah的巫師之子，所以詛咒並未解開。

就在這時，由於月圓之夜的到來，Tyler即將變身成狼人，而Caroline決定要幫助他。另一方面，Elijah來到Elena家中，告訴她打算和她作個交易，他希望連手引出Klaus，並將Klaus殺死，Elijah則會保護Elena的朋友們。由於Elena和Elijah的交換條件，Elijah把Stefan放出密室，Elena與Stefan終於重聚。

鎮上來了一位新的女狼人Jules，Damon和Alaric為了試探她而與她發生衝突，Rose則被Jules咬了一口，最後Damon發現Rose身上的傷口傷勢嚴重，若找不到治療方法，恐成一大隱憂。Rose認為Elena沒有嘗試過逃跑，一心想死是最簡單的方法。最後，在沒有任何治癒方法之下，Damon唯有在Rose熟睡時以木樁釘心殺死Rose以幫她脫離痛苦。

Jules找到Tyler，並知道Tyler是新手，於是告訴Tyler他叔叔Mason已死，並且是Caroline的吸血鬼朋友所殺害。Tyler找Caroline對質，Caroline並沒有否認。而Jules的其餘狼人朋友也相繼到步，並且將Caroline擒住並囚禁。最後由Elijah的巫師以及Damon合力將Caroline救出，而Caroline也自此與Tyler反目。

Tyler受一眾狼人誘導並得知日月詛咒的事情，於是與他們合作。Elena與Stefan到湖邊小屋散心，卻發現了一些未知的事情。Jules等狼人捉走Damon並虐待他，Tyler與另外一狼人到了小屋尋找Elena，在對付Stefan的時候，Tyler得知要破除日月詛咒，Elena必須得死。Elijah的巫師趕到營救Damon，並殺死了狼人們。Tyler對Elena致歉，臨走前為Matt澄清他與Caroline的事情，並與Jules離開Mystic Falls。
Alaric和Demon在宴會中用匕首殺死了Elijah，但因為拔出匕首，所以並沒有封住Elijah。
之後Stefan和Damon用計殺死了Elijah,但Katherine也因此又自由了(之前被Elijah困在古墓中)。。
Elijah 之後由Elena 取回匕首,重新立規則對付Klaus。
Jenna被Klaus轉變成吸血鬼,之後被Klaus殺死。
John為了不讓Elena變成吸血鬼,他讓Bonnie由自己的生命轉移到Elena身上,而死亡
Tyler在月滿時變成狼人時,咬了Damon一口。
在重要的時候,Klaus告訴Elijah吸血鬼始祖一家還沒死去。

## 集数列表
| 总集数 | 集数 | 标题                     | 导演             | 编剧                                       | 首播日期       | 制作代码 | 美国收视人数 (单位：百万) |
| ------ | ---- | ------------------------ | ---------------- | ------------------------------------------ | -------------- | -------- | ------------------------- |
| 23     | 1    | The Return               | J. Miller Tobin  | Kevin Williamson & Julie Plec              | 2010年9月9日   | 2J5251   | 3.36                      |
| 24     | 2    | Brave New World          | John Dahl        | Brian Young                                | 2010年9月16日  | 2J5252   | 3.05                      |
| 25     | 3    | Bad Moon Rising          | Patrick Norris   | Andrew Chambliss                           | 2010年9月23日  | 2J5253   | 3.57                      |
| 26     | 4    | Memory Lane              | Rob Hardy        | Caroline Dries                             | 2010年9月30日  | 2J5254   | 3.18                      |
| 27     | 5    | Kill or Be Killed        | Jeff Woolnough   | Mike Daniels                               | 2010年10月7日  | 2J5255   | 3.47                      |
| 28     | 6    | Plan B                   | John Behring     | Elizabeth Craft & Sarah Fain               | 2010年10月21日 | 2J5256   | 3.62                      |
| 29     | 7    | Masquerade               | Charles Beeson   | Kevin Williamson & Julie Plec              | 2010年10月28日 | 2J5257   | 3.55                      |
| 30     | 8    | Rose                     | Liz Friedlander  | Brian Young                                | 2010年11月4日  | 2J5258   | 3.63                      |
| 31     | 9    | Katerina                 | J. Miller Tobin  | Andrew Chambliss                           | 2010年11月11日 | 2J5259   | 3.50                      |
| 32     | 10   | The Sacrifice            | Ralph Hemecker   | Caroline Dries                             | 2010年12月2日  | 2J5260   | 3.46                      |
| 33     | 11   | By the Light of the Moon | Elizabeth Allen  | Mike Daniels                               | 2010年12月9日  | 2J5261   | 3.16                      |
| 34     | 12   | The Descent              | Marcos Siega     | Elizabeth Craft & Sarah Fain               | 2011年1月27日  | 2J5262   | 3.55                      |
| 35     | 13   | Daddy Issues             | Joshua Butler    | Kevin Williamson & Julie Plec              | 2011年2月3日   | 2J5263   | 3.22                      |
| 36     | 14   | Crying Wolf              | David Von Ancken | Brian Young                                | 2011年2月10日  | 2J5264   | 2.78                      |
| 37     | 15   | The Dinner Party         | Marcos Siega     | Andrew Chambliss                           | 2011年2月17日  | 2J5265   | 3.07                      |
| 38     | 16   | The House Guest          | Michael Katleman | Caroline Dries                             | 2011年2月24日  | 2J5266   | 2.98                      |
| 39     | 17   | Know Thy Enemy           | Wendey Stanzler  | Mike Daniels                               | 2011年4月7日   | 2J5267   | 2.73                      |
| 40     | 18   | The Last Dance           | John Behring     | Michael Narducci                           | 2011年4月14日  | 2J5268   | 2.81                      |
| 41     | 19   | Klaus                    | Joshua Butler    | Kevin Williamson & Julie Plec              | 2011年4月21日  | 2J5269   | 2.70                      |
| 42     | 20   | The Last Day             | J. Miller Tobin  | Andrew Chambliss & Brian Young             | 2011年4月28日  | 2J5270   | 2.68                      |
| 43     | 21   | The Sun Also Rises       | Paul M. Sommers  | Caroline Dries & Mike Daniels              | 2011年5月5日   | 2J5271   | 2.84                      |
| 44     | 22   | As I Lay Dying           | John Behring     | Turi Meyer & Al Septien & Michael Narducci | 2011年5月12日  | 2J5272   | 2.86                      |

## 注解
1. ↑  . TV By the Numbers.   [June 30, 2010]. （原始内容存档于2012-04-15）.
2. ↑  Seidman, Robert. . TV By Numbers. September 10, 2010  [April 5, 2011]. （原始内容存档于2016-03-05）.
3. ↑  TV Ratings Thursday, September 23, 2010 （页面存档备份，存于） TV By The Numbers. Retrieved: April 5, 2010.
4. ↑  TV ratings Thursday September 30, 2010 （页面存档备份，存于） TV By the Numbers. Retrieved: April 5, 2010
5. ↑  Gorman, Bill. . TV by the Numbers. October 1, 2010  [October 1, 2010]. （原始内容存档于2012-06-18）.
6. ↑  Seidman, Robert. . TV by the Numbers. October 8, 2010  [October 8, 2010]. （原始内容存档于2012-06-18）.
7. ↑  Gorman, Bill. . TV by the Numbers. October 22, 2010  [October 23, 2010]. （原始内容存档于2012-06-18）.
8. ↑  Gorman, Bill. . TV by the Numbers. October 29, 2010  [October 29, 2010]. （原始内容存档于2012-06-18）.
9. ↑  Gorman, Bill. . TV by the Numbers. November 5, 2010  [November 5, 2010]. （原始内容存档于2012-06-18）.
10. ↑  Seidman, Robert. . TV by the Numbers. November 12, 2010  [November 12, 2010]. （原始内容存档于2012-04-06）.
11. ↑  Gorman, Bill. . TV by the Numbers. December 3, 2010  [December 4, 2010]. （原始内容存档于2012-04-06）.
12. ↑  Gorman, Bill. . TV by the Numbers. December 10, 2010  [December 10, 2010]. （原始内容存档于2012-04-06）.
13. ↑  Hibbard, James. . TV by the Numbers. January 28, 2011  [January 28, 2011]. （原始内容存档于2012-06-18）.
14. ↑  Gorman, Bill. . TV by the Numbers. February 4, 2011  [February 5, 2011]. （原始内容存档于2012-06-18）.
15. ↑  Gorman, Bill. . TV by the Numbers. February 11, 2011  [February 11, 2011]. （原始内容存档于2012-06-18）.
16. ↑  Seidman, Robert. . TV by the Numbers. February 18, 2011  [February 18, 2011]. （原始内容存档于2012-06-18）.
17. ↑  Seidman, Robert. . TV by the Numbers. February 25, 2011  [February 25, 2011]. （原始内容存档于2012-06-18）.
18. ↑  Seidman, Robert. . TV by the Numbers. April 8, 2011  [April 8, 2011]. （原始内容存档于2012-06-18）.
19. ↑  Gorman, Bill. . TV by the Numbers. April 15, 2011  [April 16, 2011]. （原始内容存档于2012-06-18）.
20. ↑  Seidman, Robert. . TV by the Numbers. April 22, 2011  [April 22, 2011]. （原始内容存档于2012-06-18）.
21. ↑  Gorman, Bill. . TV by the Numbers. April 29, 2011  [April 29, 2011]. （原始内容存档于2012-06-18）.
22. ↑  Seidman, Robert. . TV by the Numbers. May 6, 2011  [May 7, 2011]. （原始内容存档于2012-06-18）.
23. ↑  Gorman, Bill. . TV by the Numbers. May 13, 2011  [May 13, 2011]. （原始内容存档于2012-06-18）.